# 343444 Halluzinelle
343444 Halluzinelle este o planetă minoră (asteroid) din centura de asteroizi. A fost descoperită pe 7 martie 2010 la Hans-Ludwig-Neumann-Sternwarte⁠(d) de Erwin Schwab⁠(d) și a fost numită după Ijon Tichy: Raumpilot⁠(d). 
Obiectul prezintă o orbită caracterizată de o semiaxă mare de 2,6630830173189 UAi, o excentricitate de 0,09, o înclinație de 3,5 ° în raport cu ecliptica.